# دانيال دبليو. هاميلتون
دانيال دبليو. هاميلتون (بالإنجليزية: Daniel W. Hamilton)‏ هو قاضي ومحامي وسياسي أمريكي، ولد في 20 ديسمبر 1861 في ديكسون في الولايات المتحدة، وتوفي في 21 أغسطس 1936 في روشستر في الولايات المتحدة. حزبياً، نشط في الحزب الديمقراطي. وقد انتخب عضو مجلس النواب الأمريكي.